# Cascada El Ancón
Cascada El Ancón är ett vattenfall i Mexiko.   Det ligger i delstaten Nuevo León, i den centrala delen av landet, 600 km norr om huvudstaden Mexico City. Cascada El Ancón ligger 1 176 meter över havet.
Terrängen runt Cascada El Ancón är huvudsakligen bergig. Cascada El Ancón ligger nere i en dal. Runt Cascada El Ancón är det mycket glesbefolkat, med 2 invånare per kvadratkilometer. Närmaste större samhälle är Allende, 19,4 km nordost om Cascada El Ancón. Trakten runt Cascada El Ancón består i huvudsak av gräsmarker.